# Антанас Шабаняускас
Антанас Шабаняускас (лит. Antanas Šabaniauskas) (*20 грудня 1907 — †9 лютого 1987) — литовський естрадний і оперний співак, музикант, актор.

## Біографія
Навчився співу ще в дитинстві, співав у католицькій церкві в Юрбаркас, першим учителем у нього був органіст Йонас Поцюсом, після закінчення гімназії, не маючи коштів для подальшого освіту, був відправлений в США, де у нього були родичі, сестра матері, яка і надала йому фінансову помощь. После цього він поїхав до Італії, де продовжив навчання співу в Конгрегації католицького монастиря Есте у салезіанцев, а два роки потому переїхав навчатися до Верони, він там співав у хорі, вивчав сольний спів у професора Д.Анжеліні.
У 1927 році повернувся до Литви, став співати в хорі Державного театру драми в Каунасі в режисера Бориса Даугуветіса. До Другої Світової війни він співав у ресторанах «Метрополіс», «Версаль», його пісні звучали на Каунаській радіостанції. У 1931—1938 роках записав в Лондоні, в англійській звукозаписної компанії Columbia Graphophone величезну кількість платівок своїх записів пісень та арій.
У 1946 році він переїхав до Вільнюса, до 1950 року співав у Литовському театрі опери та балету. В 1950-1960 роках — соліст хору державної філармонії у Вільнюсі. В 1960-1972 роках був великий перерву в його музичній кар'єрі, він ніде не виступав, з політичних мотивів (був донос, скарга, критична стаття в газеті «Правда»), йому було заборонено виступати. Тільки в 1972 році йому дали можливість знову співати, він став виступати в барах і ресторанах «Dainava» і «Saltinelis» у Вільнюсі.